# Raga

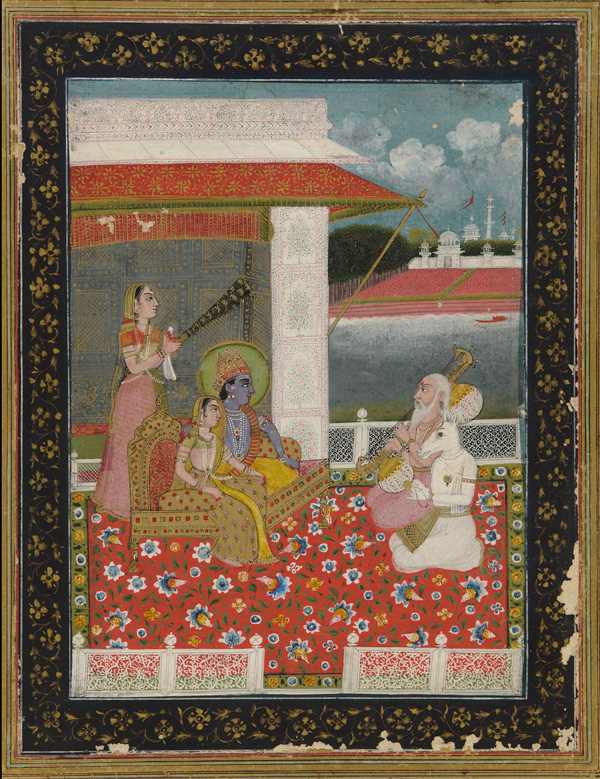
Sri Raga recital gewijd aan Krishna-Radha, 19e-eeuwse afbeelding.
Waterverf en goud op papier

Het begrip raga (Hindi: राग, rāg; Sanskriet: रागः, rāgaḥ; Tamil: இராகம், rāgam) is afkomstig uit de Indiase muziek. In tegenstelling tot westerse klassieke muziek waarin een muziekuitvoering voor een groot deel vastligt, is Indiase muziek gebaseerd op improvisatie. De raga is het raamwerk, een aantal vaste regels waarbinnen de muzikant improviseert. Ook worden aan ragas bepaalde emoties toegekend. Dit noemt men Rasa.
De belangrijkste regels zijn:
- De toonladder of that (Hindoestaanse muziek) of melakarta (Carnatische Muziek)
- dominante en subdominante toon; de vadi en samvadi
- typerende melodiewendingen
- tijd van de dag waarop een raga gespeeld wordt.
- een raga bevat minimaal 5 van de tonen van een that of melakarta
- soms komen microtonale afbuigingen van tonen voor
- raga's kennen diverse incomplete classificatiesystemen

Een voorbeeld van een raga is Bhupali, een vijftonige raga in de Hindoestaanse muziek.
Een voorbeeld van een raga in de Carnatische muziek is Kunthalavarali.

## Notatie en naamgeving
De Indiase muziektheoreticus Pingala (ca. 200 v. Chr.) was de eerste die in zijn Chanda Sutra tekens gebruikte om lange en korte lettergrepen aan te duiden en om het metrum in gedichten in het Sanskriet aan te geven.
In de notatie van de raga wordt een solfège-achtig systeem gebruikt, met de naam sargam. De zeven basistonen (ofwel de 'swaras') van de majeurtoonladder hebben elk een naam: 
- Shadja
- Rishabh
- Gandhar
- Madhyam
- Pancham
- Dhaivat
- Nishad

Deze namen worden meestal afgekort tot Sa Re Ga ma Pa Dha Ni, of nog korter tot S R G m P D N.
Raga's worden doorgaans dus genoteerd met lettersymbolen die afkortingen zijn van de tonen van de gebruikte reeks (de that of Melakarta toonladder).

### Gefixeerde tonen
De grondtoon van elke ladder heet Sa, en de dominant Pa. Sa is dus een vaste toon in elke ladder, en Pa ligt er een (pythagorese) kwint boven. Deze twee tonen worden dan ook "achala swar" ('gefixeerde tonen') genoemd. 

### Beweeglijke tonen
Elk van de vijf andere tonen (Ri, Ga, ma, Dha en Ni) kunnen ofwel een reguliere (shudda) toonhoogte hebben die equivalent is aan de toonhoogten in een standaard majeur ladder (dat wil bijvoorbeeld zeggen: shuddha Re is de tweede toon van de ladder en een hele toon hoger dan Sa) of een zwak of sterk verlaagde of verhoogde toonhoogte krijgen van ongeveer een kleine secunde onder of boven de shuddha. Ri, Ga, Dha en Ni hebben allen dus gealtereerde partners die een halve stap lager liggen (komal-"mol") (dus komal Ri ligt een halve toon boven Sa). Ma heeft een partner die een halve toon hoger is (tivra-"kruis") (dus tivra Ma ligt een overmatige kwart boven Sa) 
Ri, Ga, ma, Dha en Ni worden dan ook wel "vikrut swar" ('bewegende tonen') genoemd, omdat ze altereerbaar zijn. 
In het geschreven muzieknotatiesysteem in India, dat Ravi Shankar bedacht, worden de toonhoogten door Westerse letters beschreven. Hoofdletters worden gebruikt voor de "achala swar", en voor de verhoogde tonen van alle "vikrut swar". Kleine letters worden gebruikt voor de verlaagde tonen van de "vikrut swar".